# Black Market
Black Market (с англ. — «Чёрный рынок») — ограниченная серия комиксов, которую в 2014 году издавала компания Boom! Studios.

## Синопсис
Главным героем является Рэй Уиллис, бывший судмедэксперт, которому пришлось работать на двух нечестных копов.

### Выпуски
| № | Дата выхода      | Оценка на Comic Book Roundup    | Предполагаемый объём продаж (первый месяц) |
| - | ---------------- | ------------------------------- | ------------------------------------------ |
| 1 | 16 июля 2014     | 7,8 из 10 на основе 21 рецензии | 8 414, позиция в Северной Америке — 248    |
| 2 | 20 августа 2014  | 7,1 из 10 на основе 9 рецензий  | н/д                                        |
| 3 | 10 сентября 2014 | 7,6 из 10 на основе 4 рецензий  | н/д                                        |
| 4 | 8 октября 2014   | 7,4 из 10 на основе 5 рецензий  | н/д                                        |

### Сборники
| Название     | Тип            | Дата выхода      | Собранный материал | Кол-во страниц | ISBN                       |
| ------------ | -------------- | ---------------- | ------------------ | -------------- | -------------------------- |
| Black Market | Мягкая обложка | 23 сентября 2015 | Black Market #1-4  | 112            | 978-1608867233, 1608867234 |

## Отзывы
На сайте Comic Book Roundup серия имеет оценку 7,5 из 10 на основе 39 рецензий. Миган Дамор из Comic Book Resources сравнила комикс с телесериалом «Во все тяжкие». Её коллега Джим Джонсон, обозревая второй выпуск, похвалил художника. Дэвид Пепос из Newsarama дал дебюту 5 баллов из 10 и сравнивал работу Сантоса с рисунками Брюса Тимма и Майкла Эйвона Эминга. Джейсон Сакс из Comics Bulletin поставил первому выпуску 4 звезды из 5, но, тем не менее, посчитал, что Виктор Сантос не подходит для такого комикса. Грег Кацман из Comic Vine вручил дебюту 4 звезды из 5 и написал, что серия «началась очень интересно». Второму выпуску он дал столько же звёзд и отметил, что «история Барбьера полна потенциала».